# Islam in Osttimor

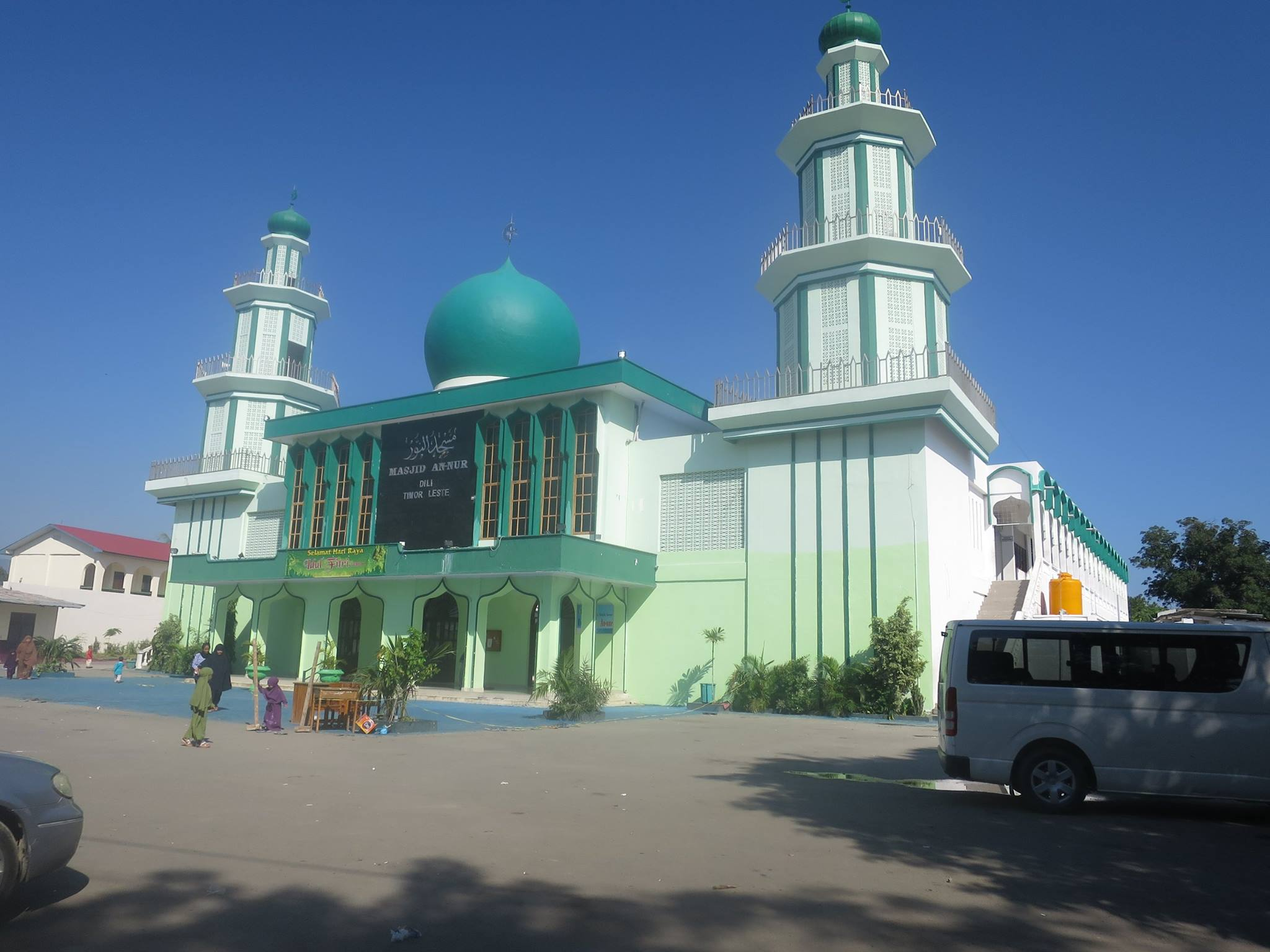
Die Annur-Moschee in Dili

Etwa 0,2 % der Bevölkerung in Osttimor bekennen sich zum Islam. Meistens handelt es sich dabei um Sunniten.

## Übersicht
Bei der Volkszählung 2022 gaben 3.202 Einwohner Osttimors an dem Islam anzugehören. 2015 lebten 1.695 Muslime in der Gemeinde der Landeshauptstadt Dili, 258 in Baucau, 236 in Lautém, 212 in Viqueque, 113 in Manufahi, 106 in Liquiçá und der Rest in den anderen Gemeinden.
Seit 2005 sind, neben den zahlreichen christlichen Feiertagen, auch das Fest des Fastenbrechens (Ende des Ramadan) und das Islamische Opferfest öffentliche Feiertage.
Als Präsident des Konsellu Nasionál Izlámiku Timor-Leste KONISTIL (deutsch Nationalrat Islam Osttimor) wurde Ahmad Ali Alayudi 2019 von Pascoal Sidik Lemorai abgelöst. Präsident des Zentrums der Islamischen Gemeinde in Osttimor (Konsellu Nasionál Islamika Timor-Leste CENCITIL) ist Arif Abdullah Sagran (Stand 2020) und Boaventura da Silva, der Repräsentant des Konsellu Superiór Musulmanu Timor-Leste.

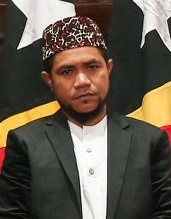
Pascoal Sidik Lemorai (2020)
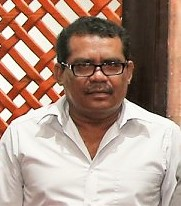
Arif Abdullah Sagran (2020)
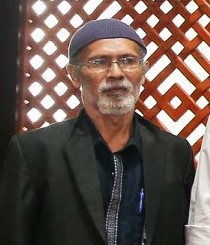
Boaventura da Silva (2020)

## Moscheen
Größte Moschee im Lande ist die Annur-Moschee in Dili. Sie befindet sich im Stadtteil Kampung Alor, dem ehemaligen Viertel der arabischen Minderheit Osttimors, und stammt aus dem Jahr 1981. Sie besitzt auch eine eigene Schule. Weitere Moscheen gibt es in Baucau, Lospalos und Liquiçá.

## Geschichte

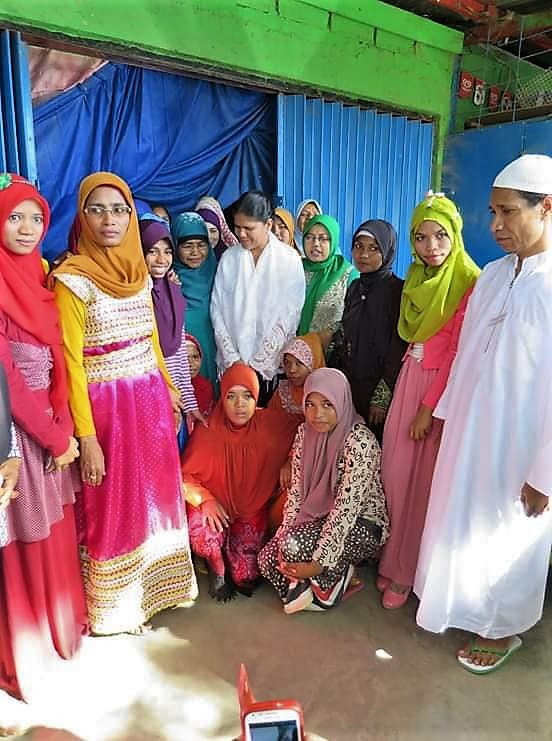
Osttimoresische Muslime beim Zuckerfest (2019)

Malaiische und arabische Händler besuchten schon früh die Insel Timor – trotzdem kam es nicht zu einer Missionierung der Bevölkerung. Zwar brachte die Konvertierung zum Islam Timoresen eine Bevorzugung in den Handelsbeziehungen, aber brauchten die Händler nicht-muslimische Regionen, die Sklaven liefern konnten, was zum Beispiel nach der Islamisierung von Java dort nicht mehr möglich war. Zudem waren im 17. Jahrhundert viele der Bugis- und Makassar-Händler nur nominell muslimisch und folgten noch selbst lokalen Ritualen. 1641 griff der muslimische Herrscher Kanjilo aus Makassar Timor an. Mehrere Liurais wurden tributpflichtig. Der muslimische Einfluss verschwand aber bald wieder.
1970 zählte man in Portugiesisch-Timor gerade einmal 450 Muslime bei einer Bevölkerung von 610.000 Menschen. Ende des 19. Jahrhunderts waren Araber aus dem Hadramaut nach Portugiesisch-Timor eingewandert. Während der indonesischen Besatzungszeit (1975–1999) kamen noch muslimische Indonesier dazu, von denen viele nach der Wiedererlangung der Unabhängigkeit Osttimors das Land wieder verließen.
Seit Gouverneur Filomeno da Câmara de Melo Cabral (1911–1913) gehörte das Oberhaupt der arabischen Gemeinde, wie jener der chinesischen als Vertreter zur kommunalen Kommission von Dili. 1940 begann die arabische Minderheit mit dem Bau des ersten Moscheegebäudes in Dili. Der apostolische Administrator von Dili, Jaime Garcia Goulart, spendete dafür Ziegelsteine und besuchte später, wie auch Nachfolger von ihm, die Moschee an muslimischen Feiertagen.
Ab dem Ende des Zweiten Weltkrieges unterstützten Teile der arabischstämmigen Bevölkerung Bestrebungen, die Kolonie Portugiesisch-Timor an Indonesien anzuschließen. 1975 besetzte Indonesien Osttimor. In der Hochzeit der Transmigrationspolitik Suhartos erreichte der Anteil der Bevölkerung Osttimors, die aus Indonesien stammte, nach indonesischen Angaben bis zu 20 %. Auffällig ist, dass der Anteil an Muslimen trotzdem nur auf 4 % kam. Dies lag mit daran, dass hauptsächlich Katholiken einwanderten. Etwa 4.000 Kinder wurden in den 24 Jahren Besatzung aus Osttimor durch indonesische Soldaten, Beamte und religiöse Organisationen gebracht. Nach einem geheimen Militärdokument sollten indonesische Soldaten die Überführung von Kindern nach Indonesien unterstützen, um den Islam in Osttimor zu verbreiten. Viele Kinder kamen in strenge muslimische Schulen und wurden zwangskonvertiert. Die Verschleppung war allerdings nie offizielle Staatspolitik. Zahlreiche Kinder sind bis heute einfach verschwunden. In der Besatzungszeit konvertierten viele Osttimoresen zum katholischen Glauben, als Gegenbewegung gegen die mehrheitlich muslimischen Besatzer.
Im Dezember 2002 wurde die Annur-Moschee in Dili von Demonstranten angezündet, die gegen den damaligen Premierminister Alkatiri protestierten, der muslimischen Glaubens ist und zur arabischstämmigen Minderheit gehört. Dilis Bischof Basílio do Nascimento bat die Muslime dafür um Entschuldigung.
Auch bei den Ausschreitungen nach den Parlamentswahlen 2012 versuchten einige Demonstranten die Moschee zu beschädigen. 16 von ihnen wurden von der Polizei verhaftet.